# Stade olympique Félix-Sánchez
 (octobre 2020).
Si vous disposez d'ouvrages ou d'articles de référence ou si vous connaissez des sites web de qualité traitant du thème abordé ici, merci de compléter l'article en donnant les références utiles à sa vérifiabilité et en les liant à la section « Notes et références ».
Le stade olympique Félix-Sánchez est un stade multi-sport d'une capacité de 35 000 sièges situé à Saint-Domingue en République dominicaine.
Il est aujourd'hui principalement utilisé pour le football, l'athlétisme et les concerts. Il accueille tous les deux ans le Festival Presidente de la Musica Latina.
Le stade est baptisé en l'honneur du coureur du 400 mètres haies, Félix Sánchez.

## Historique
Le stade accueille les Jeux d'Amérique centrale et des Caraïbes de 1974 et les Jeux panaméricains de 2003.